# Список председателей Совета представителей регионов Индонезии
Ниже представлен Спи́сок председа́телей Сове́та представи́телей регио́нов Индоне́зии.
| # | Председатель | Председатель           | Начало полномочий | Окончание полномочий | Провинции           |
| - | ------------ | ---------------------- | ----------------- | -------------------- | ------------------- |
| 1 |              | Гинанджар Картасасмита | 2004 год          | 2009 год             | Западная Ява        |
| 2 |              | Ирман Гусман           | 2009 год          | 2016 год             | Западная Суматра    |
| 3 |              | Мохаммад Салех         | 2016 год          | 2017 год             | Бенкулу             |
| 4 |              | Усман Сапта Оданг      | 2017 год          | 2019 год             | Западный Калимантан |
| 5 |              | Ла Ньялла Матталитти   | 2019 год          | ныне в должности     | Восточная Ява       |